# Miasta Papui-Nowej Gwinei
Według danych oficjalnych pochodzących z 2013 roku Papua-Nowa Gwinea posiadała ponad 60 miast o ludności przekraczającej 300 mieszkańców. Stolica kraju Port Moresby jako jedyne miasto liczyło ponad 300 tys. mieszkańców; 1 miasto z ludnością 100÷300 tys.; 1 miasto z ludnością 50÷100 tys.; 4 miasta z ludnością 25÷50 tys. oraz reszta miast poniżej 25 tys. mieszkańców. W 1991 ludność miejska stanowiła 16% ogółu ludności Papui-Nowej Gwinei.

## Największe miasta w Papui-Nowej Gwinei
Największe miasta w Papui-Nowej Gwinei według liczebności mieszkańców (stan na 01.01.2013):
| L.p. | Miasto       | Prowincja               | Liczba ludności |
| ---- | ------------ | ----------------------- | --------------- |
| 1.   | Port Moresby | Dystrykt Stołeczny      | 322 246         |
| 2.   | Lae          | Morobe                  | 103 420         |
| 3.   | Mendi        | Southern Highlands      | 56 018          |
| 4.   | Popondetta   | Oro                     | 49 097          |
| 5.   | Mount Hagen  | Western Highlands       | 46 230          |
| 6.   | Kokopo       | Nowa Brytania Wschodnia | 39 014          |
| 7.   | Arawa        | Bougainville            | 38 134          |
| 8.   | Madang       | Madang                  | 29 339          |
| 9.   | Kimbe        | Nowa Brytania Zachodnia | 27 191          |
| 10.  | Bulolo       | Morobe                  | 23 897          |

## Alfabetyczna lista miast w Papui-Nowej Gwinei
Spis miast Papui-Nowej Gwinei powyżej 300 mieszkańców według danych szacunkowych z 2013 roku:
- Aitape
- Alotau
- Ambunti
- Angoram
- Arawa
- Baimuru
- Balimo
- Banz
- Bereina
- Bialla
- Bogia
- Buka
- Bulolo
- Buluma
- Chuave
- Daru
- Goldie
- Goroka
- Hagita Estate
- Hoskins
- Ialibu
- Ihu
- Kainantu
- Kandrian
- Kavieng
- Kerema
- Kerevat
- Kerowagi
- Kikori
- Kimbe
- Kiunga
- Kokoda
- Kokopo
- Kundiawa
- Kupiano
- Kwikila
- Lae
- Laiagam
- Lakurumau Estate
- Lombrum Navy Base
- Londolovit
- Lorengau
- Madang
- Malalaua
- Mamba
- Maprik
- Mendi
- Minj
- Moreguina
- Morehead
- Mosa
- Mount Hagen
- Namatanai
- Nonga Base
- Paiam
- Panguna
- Popondetta
- Porgera
- Port Moresby
- Rabaul
- Ramu Sugar
- Sogeri
- Tabubil
- Tapini
- Tari
- Tufi Government Station
- Vanimo
- Wabag
- Wapenamanda
- Wau
- Wewak